# Gustave Klotz

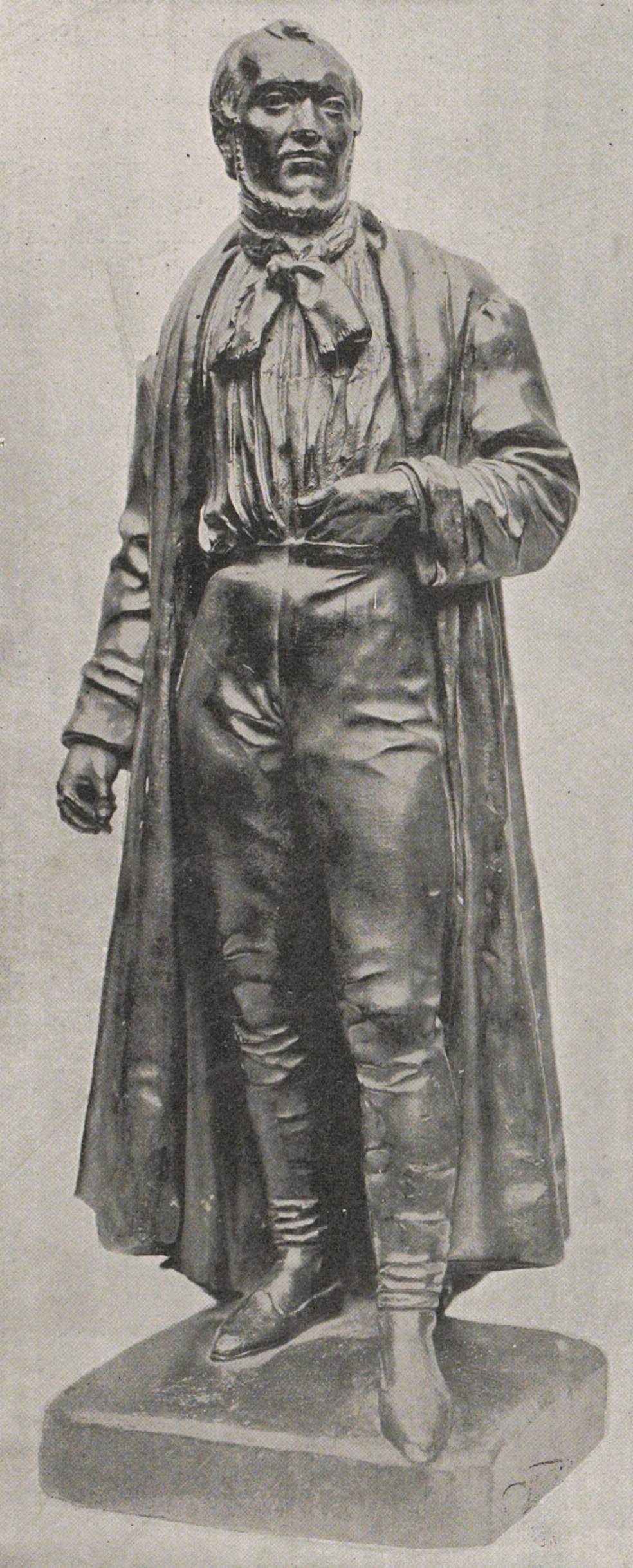
Gustave Klotz (1810–1880) – französischer Architekt

Gustave Klotz (* 29. November 1810 in Straßburg; † 24. Januar 1880) war ein französischer Architekt.

## Leben
Gustave Klotz studierte unter Léon Vaudoyer und Henri Labrouste in Paris und begab sich 1831 nach Rom, wo er mehrere Jahre arbeitete. Nach seiner Heimkehr wurde er zum Oberbaumeister des Niederrheins und später zum Dombaumeister des Straßburger Münsters ernannt.
Er widmete sich fortan ausschließlich der Restaurierung dieses Baues. Ehe Klotz ans Werk ging, unternahm er eine Reise in den Orient, um die Bauwerke zu studieren, welche Analogien mit den ältesten Teilen des Münsters bieten könnten, restaurierte dann zuerst den Chor und entfernte die störenden Anbauten.
Die Zerstörungen durch die Beschießung von Straßburg wurden von ihm in wenigen Jahren ausgebessert. Nachdem die Restaurierung vollendet war, unternahm er die Ausschmückung des Chors und des Triumphbogengiebelfeldes. Sein letztes Werk waren die Bronzetüren des Hauptportals der Fassade.
Dieser Artikel basiert auf einem gemeinfreien Text aus Meyers Konversations-Lexikon, 4. Auflage von 1888 bis 1890.
| Personendaten    | Personendaten           |
| ---------------- | ----------------------- |
| NAME             | Klotz, Gustave          |
| KURZBESCHREIBUNG | französischer Architekt |
| GEBURTSDATUM     | 29. November 1810       |
| GEBURTSORT       | Straßburg               |
| STERBEDATUM      | 24. Januar 1880         |